# Hadamardmatris
Inom matematik är en Hadamardmatris en kvadratisk matris vars element är antingen -1 eller +1 och vars radvektorer är ortogonala. Hadamardmatriser kan användas som en felrättande kod genom Hadamardkod och är uppkallade efter den franske matematikern Jacques Hadamard.

## Egenskaper
Från definitionen följer det att en Hadamardmatris {\displaystyle H} av format {\displaystyle n\times n} uppfyller:
{\displaystyle H^{T}H=nI_{n}}
där {\displaystyle I_{n}} är identitetsmatrisen av format {\displaystyle n\times n}. Av detta följer det att:
{\displaystyle detH=\pm n^{\frac {n}{2}}}

## Sylvesters konstruktion
Det finns flera sätt att konstruera Hadamardmatriser på. De konstruerades i själva verket första gången av James Joseph Sylvester 1867, på följande sätt: Låt {\displaystyle H} vara en Hadamardmatris av ordning {\displaystyle n} (har format {\displaystyle n\times n}), då är:
{\displaystyle {\begin{pmatrix}H&H\\H&-H\end{pmatrix}}}
en Hadamardmatris av ordning {\displaystyle 2n}. Detta leder till en rekursiv följd av Hadamardmatriser (denna serie kallas även Walshmatriser):
{\displaystyle H_{1}={\begin{pmatrix}1\end{pmatrix}}}
{\displaystyle H_{2}={\begin{pmatrix}1&1\\1&-1\end{pmatrix}}}
{\displaystyle H_{2^{k}}={\begin{pmatrix}H_{2^{k-1}}&H_{2^{k-1}}\\H_{2^{k-1}}&-H_{2^{k-1}}\end{pmatrix}}}
Så att man på detta sätt definierade Sylvester Hadamardmatriser för ordningarna {\displaystyle 2^{k}} för varje {\displaystyle k}.
Dessa matriser har speciella egenskaper, de är symmetriska och deras spår är noll.

## Ekvivalenta Hadamardmatriser
Två Hadamardmatriser kallas ekvivalenta om den ena kan fås från den andra genom operationerna att byta tecken i rader, byta tecken i kolumner, byta plats på rader och byta plats på kolumner. Upp till ekvivalens finns det en unik Hadamardmatris i ordningarna 1, 2, 4, 8 och 12. Det finns 5 icke-ekvivalenta Hadamardmatriser av ordning 16, 3 av ordning 20, 60 av ordning 24 och 487 av ordning 28. Man känner till miljontals av icke-evivalenta Hadamardmatriser av ordning 32, 36 och 40.

## Hadamards förmodan
Ett olöst problem inom matematiken är Hadamards förmodan: Finns det en Hadamardmatris av ordning {\displaystyle 4k} för varje positivt heltal {\displaystyle k}?
Sylvesters konstruktion skapar Hadamardmatriser för ordningarna 1, 2, 4, 8, 16, 32, osv, och 1893 skapade Hadamard själv Hadamardmatriser av ordning 12 och 20. 1933 visade Raymond Palley att man kan konstruera Hadamardmatriser av vissa ordningar, så att den minsta Hadamardmatriser som inte kan konstrueras med Palley eller Sylvesters metoder är av ordning 92. Det har senare konstruerats Hadamardmatriser av högre ordning; den minsta ordning där någon Hadamardmatris inte är känd är 668.